# الحركة الوطنية

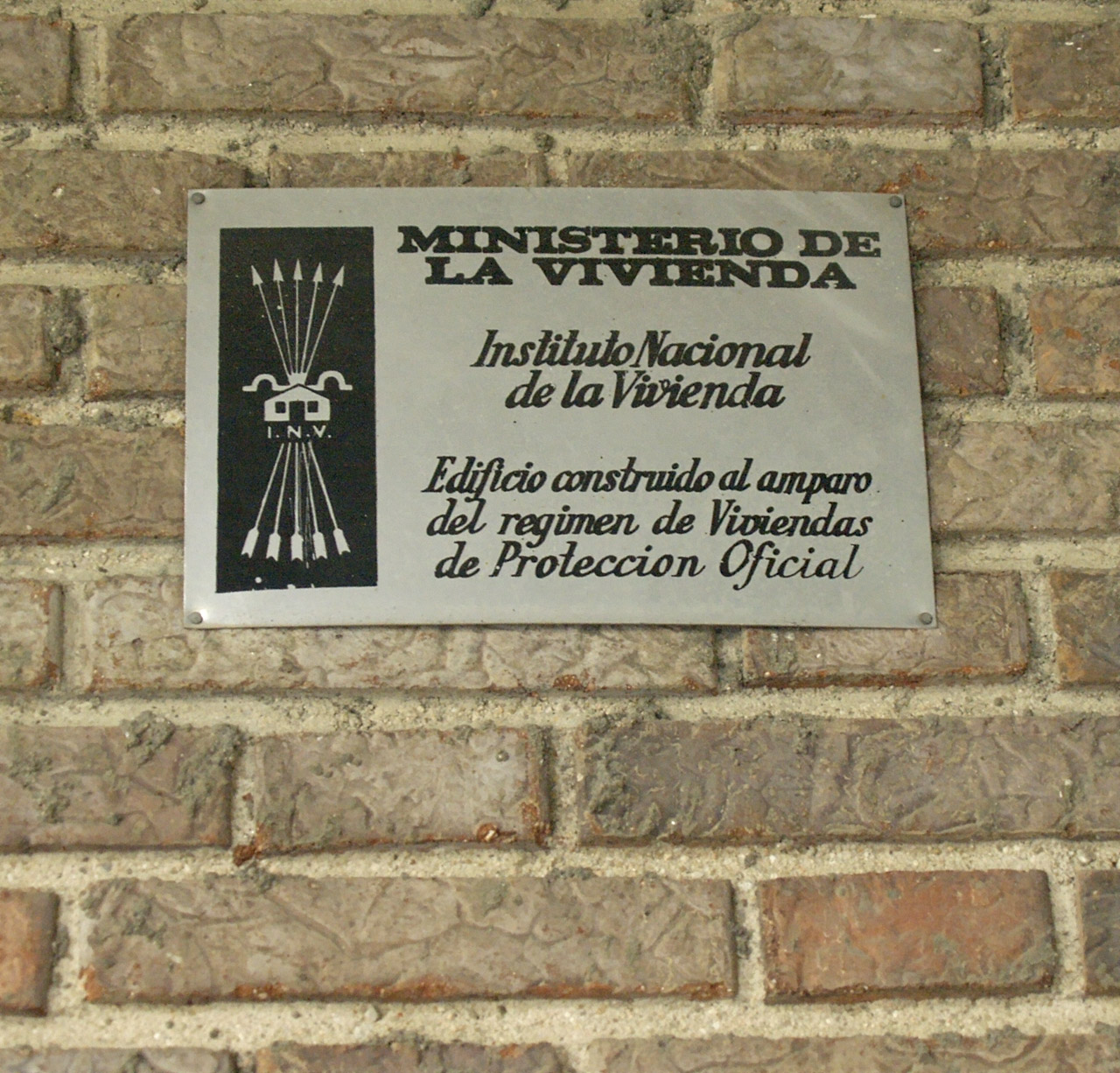

الحركة الوطنية مسمى أُطلق على السياسيين خلال حكم فرانكو في إسبانيا الذين تبنوا النظام الشمولي للحكم والمستوحى من النظام الفاشي في إيطاليا، وقد زعموا أنها الطريقة الوحيدة للمشاركة في الحياة الإسبانية. هذا وقد استجابت الحركة الوطنية لتعليمات النقابة وسميّت ب (كيانات طبيعية) تستطيع التعبير عن نفسها كالعائلات، البلديات والنقابات.

## التركيب
تتكون الحركة الوطنية من:
- نظام الحزب الواحد المعروف ب فلانخي الإسبانية -بالإسبانية: Falange Española-، الذي تأسّس في بداية الجمهورية الإسبانية الثانية، وتم منع تكوين الأحزاب وإطلاق اسم «حزب سياسي» على أي منظمة.
- اتحاد نقابة العمّال المعروف ب سنديكاتو بيرتكال -بالإسبانية: Sindicato Vertical-، والمؤلّف من منظمات ناشطة للمطالبة بحقوق الموظفين والعاملين لمواجهة الحرب الماركسيّة.
- مطالبة جميع موظفي الخدمة المدنيّة وأي مسؤول عن أي منصب عام بأداء القسم حسب مبادئ الحركة الوطنية.

القيادة
كانت الحركة الوطنية بقيادة الزعيم فرانسيسكو فرانكو الملقب بقائد ومساعد السكرتير العام للحركة. ولقد امتد التسلسل الهرمي للقيادة في جميع أنحاء البلاد والمسمّى ب «القائد المحلي للحركة» في كل قرية.

## أفكار ومبادئ الحركة
عُرف أعضاء الحركة الوطنية باللون الأزرق من قمصان المنظمة الفاشية لخوسي أنطونيو بريمو دي ريفيرا، التي تم إنشاؤها خلال الجمهورية الإسبانية الثانية. هذا وقد تفاخر الأعضاء القُدامى للحركة الوطنية مقارنة مع الأعضاء الجُدد المتّهمين بالانتهازية.
استُؤنفت أيديولوجية الحركة الوطنية التي أُطلقت تحت شعار ¡أونا، غراندي ليبري!، وتوقفّت لعدم قابليتها لتجزئة الدولة الإسبانية ورفضت كل من الجهويّة (الإقليمية) أو اللامركزية، والطّابع الإمبراطوري سواء في الماضي (الإمبراطورية الإسبانية في الاستعمار الإسباني للأمريكيتين، والمتوقعة في إفريقيا) والهوس بنظرية المؤامرة الماركسية الممثّلة بالإتحاد السوفيتي آنذاك، أو الديموقراطيات الجديدة الممثّلة بالولايات المتحدة الأمريكية والدول الأوروبية (حتى حلف مدريد لعام1953) أو «العدو الخارجي» الذي يمكن أن يهدّد الأُمة في أي وقت، كذلك رفض القائمة الطويلة من «الأعداء الداخليين» مثل: «مكافحة الإسبانية» و«الحُمر» و«الإنفصاليّة» و«اللّيبراليّين» و«اليهود» و«الماسونيّة» ومن بينها أمور أخرى مثل: «اليهوديّة الماركسيّة».

## العائلات المسيطرة على الحركة
منذ أن فرض فرانكو حكم الحزب الواحد في إسبانيا، كانت الطريقة الوحيدة للتعددية تتمثل في «الأسر» الداخلية المنافسة لبعضها البعض داخل الحركة الوطنية، والتي تتضمن العائلة الكاثوليكيّة، والتي تسمى بالإسبانية: Nacionalcatolicismo أي الكاثوليكية الوطنية (الموّحدة للكنيسة الرومانية الكاثوليكية)، العائلة الملكية (وهي التيار الأيمن والمؤلّفة من الأعضاء السابقين للإتحاد الإسباني لحق الحكم الذاتي وهو بالإسبانية:La Confederación Española de Derechas Autónomas (CEDA))، العائلة التقليديّة (الناتجة عن الكارلية، بالإسبانية: Carlismo)، الميل العسكري (المكوّن من الشخصيات المقربة من فرانكو، بما في ذلك ما يسمّى فرانكيستاس -بالإسبانية: africanistas- وهو مصطلح يُشير إلى الدراسات التي تتعلق بكل ما يعود للقارة الإفريقية وشعبها كالتأثير الثقافي مثلا) وأعضاء الحركة المعروفين بارتداء القمصان الزرقاء أو النقابيون الوطنيون الذين سيطروا على البيروقراطية لما يسمّى بحركة الكتائب، الاتحاد كالإتحاد الوطني للمحاربين القدامى وقسم النساء وغيرها...
حرص فرانكو على نفوذه من خلال تحقيق التوازن بين المنافسات الداخلية، وحرصه على عدم إظهار أي محسوبية أو إنقاص شأن لأي شخص منهم، فكانت الأُسر الداخلية متحدة لأجل مصلحة مشتركة، كما واستمر فرانكو بالدفاع من أجل مجتمع إسباني تقليدي. هذا وقد تعددت النسبية لفرانكو داخل الإطار الرسمي للحركة الوطنية، وإرغام خوان لينز تصنيف فرانكو على أنه شخص سلطوي، بدلاً من أنه شمولي أو سياسي النظام.

## وزراء الأمناء العاميين للحركة
- رايموندو فيرنانديث كويستا أي ميريلو (30 يناير 1938 - 9 أغسطس 1939)(المرة الأولى)
- أوغستين مونيوث غراندس (9 أغسطس 1939 - 1940)
- خوسيه لويس أريزي ماجرا (19 مايو 1941 - 20 يوليو 1945)
- رايموندو فيرنانديث كويستا أي ميريلو (5 نوفمبر 1948 - 15 فبراير 1956)(المرة الثانية)
- خوسيه لويس أريزي ماجرا (15 فبراير 1956 - 25 فبراير 1957) (المرة الثانية)
- خوسيه سوليس رويز (25 فبراير 1957 - 1969) (المرة الأولى)
- توركواتو فيرنانديث ميراندا (1969 - يناير 1974)
- خوسيه أولتيرا مولينا (يناير 1974 - 4 مارس 1975)
- فيرناندو هيريرو تيخادور (4 مارس 1975 - 12 يونيو 1975)
- خوسيه سوليس رويز (يونيو 1975 - 12 ديسمبر 1975) (المرة الثانية)
- أدولفو سواريث (12 ديسمبر 1975 - 6 يوليو 1976)
- إغناثيو غارثيا لوبيز (7 يوليو 1976 - 13 أبريل 1977)